# Delias isse
Delias isse är en fjärilsart som först beskrevs av Pieter Cramer 1775.  Delias isse ingår i släktet Delias och familjen vitfjärilar. Inga underarter finns listade i Catalogue of Life.

## Bildgalleri

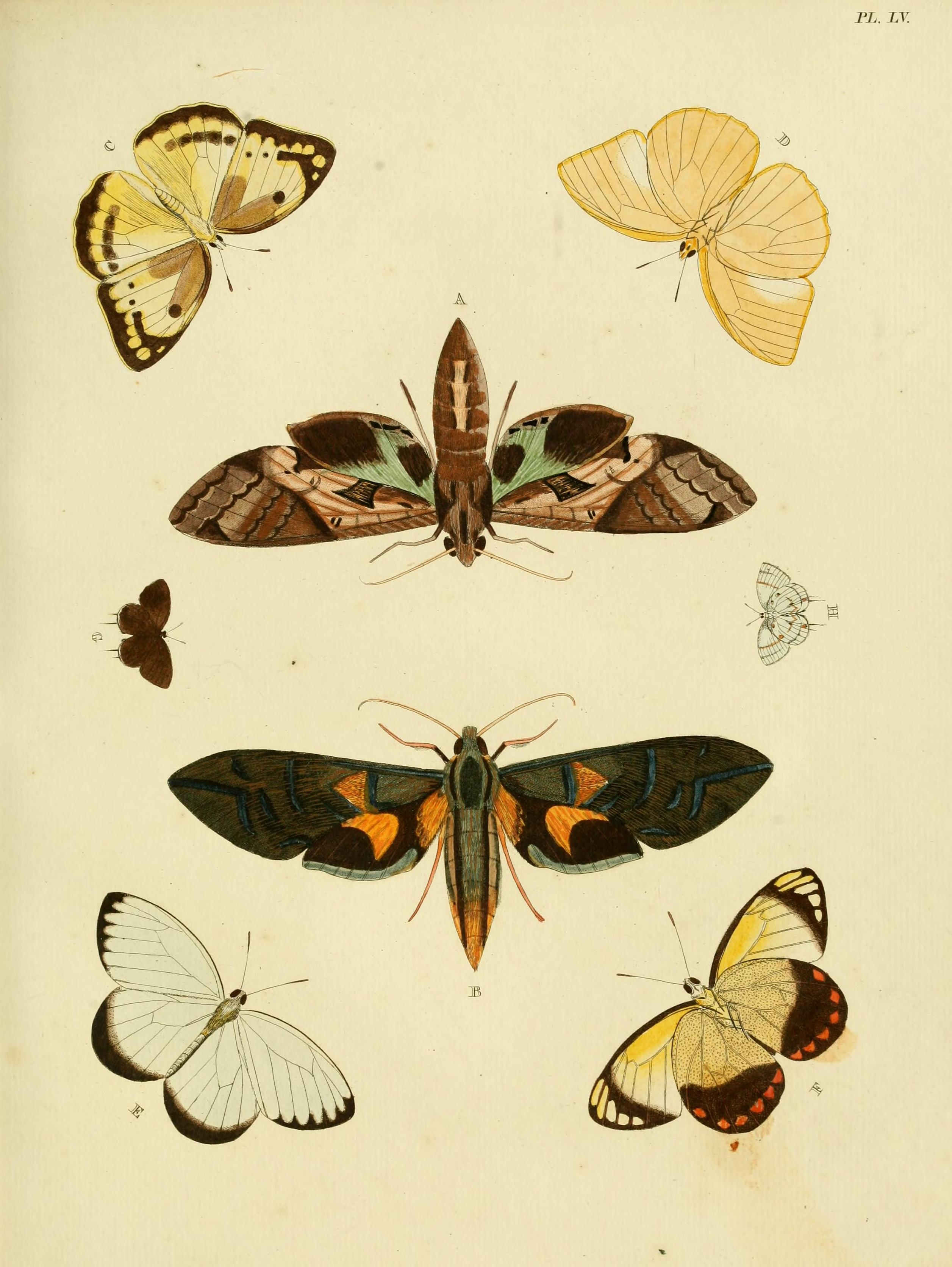
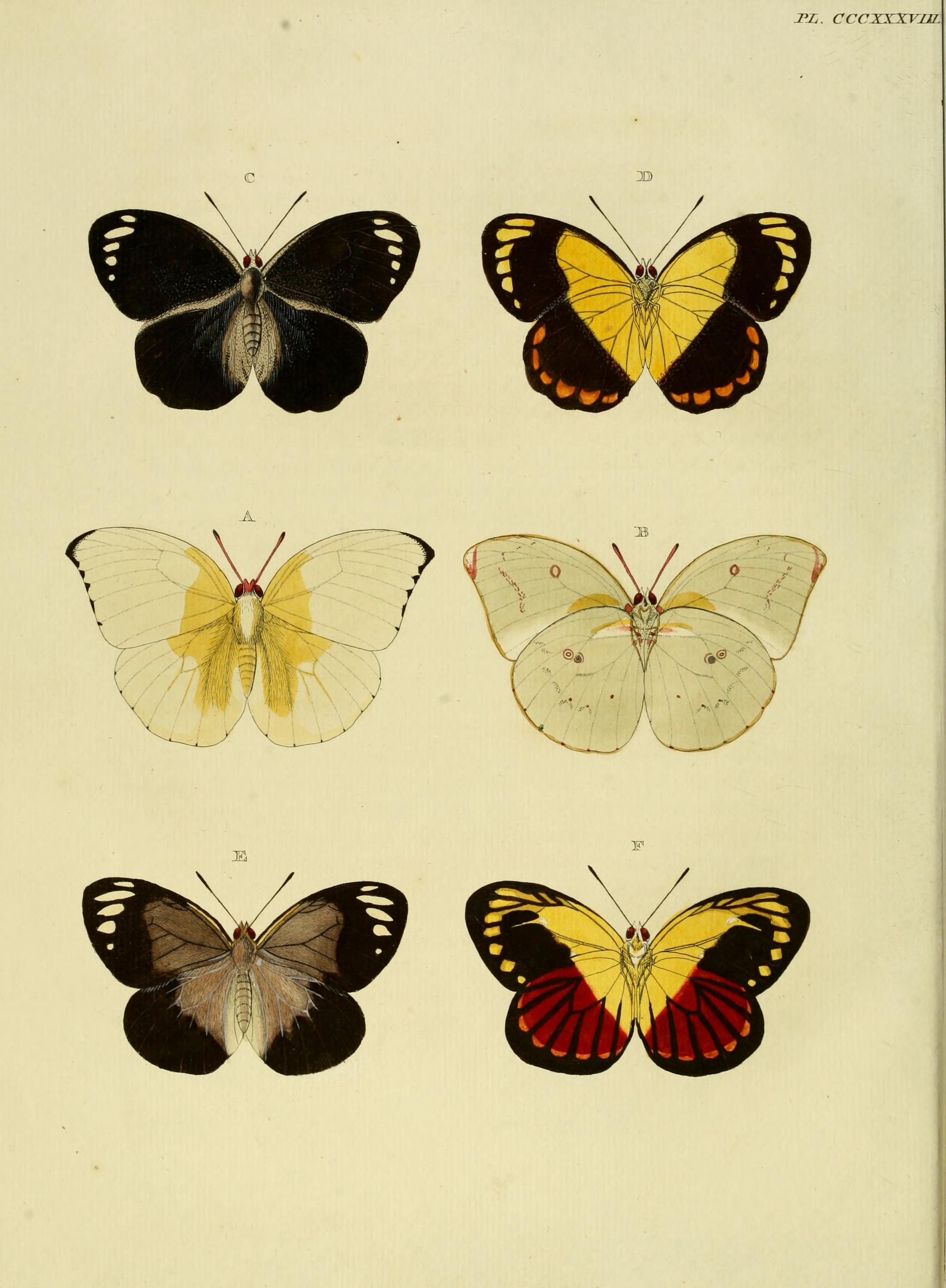